# Enispa rhodopleura
Enispa rhodopleura är en fjärilsart som beskrevs av Turner 1945. Enispa rhodopleura ingår i släktet Enispa och familjen nattflyn. Inga underarter finns listade i Catalogue of Life.